# Lauffen am Neckar
Lauffen am Neckar település Németországban, azon belül Baden-Württembergben. Lakosainak száma 11 863 fő (2023. december 31.).

## Népesség
A település népessége az elmúlt években az alábbi módon változott:
| Lakosok száma | 8563 | 9011 | 9056 | 8763 | 9098 | 10 065 | 10 968 | 11 051 | 10 829 | 11 863 |
|               | 1961 | 1967 | 1974 | 1980 | 1987 | 1993   | 2000   | 2006   | 2013   | 2023   |